# ألثا
ألثا (بالإنجليزية: Altha) هي مدينة أمريكية تقع في ولاية فلوريدا. تبلغ مساحة هذه المدينة 3.8 (كم²)،ويبلغ عدد سكانها 536 نسمة حسب إحصاء سنة 2010 م 536.